# Horti Caesaris
Horti Caesaris (Nederlands:Tuinen van Caesar) was in de oudheid de naam van twee parken die eigendom waren van Julius Caesar in Rome.

## Quirinaal
De Tuinen van Caesar op de Quirinaal lagen bij de Porta Collina. Aangezien de Muur van Servius Tullius in deze tijd zijn verdedigingsfunctie had verloren en grote delen werden afgebroken, is het niet duidelijk of het park ook buiten de
stadsgrenzen lag. Na Caesars dood kwamen de tuinen in het bezit van zijn vriend Sallustius, die het park toevoegde aan zijn eigen grond en zo zijn Horti Sallustiani bouwde.

## Tiber
De Tuinen van Caesar aan de Tiber lagen buiten de stad, aan bij de eerste mijlpaal van de Via Portuensis. In deze tuinen logeerde Cleopatra bij haar bezoek aan Rome in 44 v.Chr. Als buitenlands staatshoofd was het haar niet toegestaan binnen het pomerium te komen. Caesar liet deze tuinen na zijn dood na aan het volk van Rome.

## Bron
- L. Richardson, jr, A New Topographical Dictionary of Ancient Rome, Baltimore - London 1992. pp. 197. ISBN 0801843006